# Едлино (Березинский район)
Едлино (бел. Ядліна) — деревня в Березинском районе Минской области Беларуси. Входит в состав Богушевичского сельсовета.

## География
Деревня находится в восточной части Минской области, на правом берегу реки Березины, к востоку от автодороги Р-67, на расстоянии приблизительно 8 километров (по прямой) к юго-западу от города Березино, административного центра района. Абсолютная высота — 153 метра над уровнем моря. Площадь населённого пункта — 0,3329 км².

## История
В 1897 году входила в состав Игуменского уезда Минской губернии, насчитывалось 27 дворов и 158 жителей.
По состоянию на 1909 год, в Едлине имелось 27 дворов и проживало 164 человека. В административном отношении деревня входила в состав Бродецкой волости.
В 1934 году, в ходе проведения коллективизации, был образован колхоз «Красный лётчик».

## Население
По данным переписи 2019 года, в деревне проживало 10 человек.
| Год  | Население, человек |
| ---- | ------------------ |
| 1858 | 87                 |
| 1897 | ↗ 158              |
| 1909 | ↗ 164              |
| 1916 | ↗ 226              |
| 1926 | ↘ 202              |
| 2003 | ↘ 24               |
| 2008 | ↘ 18               |
| 2009 | ↘ 11               |
| 2019 | ↘ 10               |